# 印西市立西の原小学校
印西市立西の原小学校（いんざいしりつ にしのはらしょうがっこう）は、千葉県印西市西の原二丁目にある公立小学校。

## 概要
印西市の中部、千葉ニュータウンに位置する。

## 沿革
- 1994年（平成6年）4月1日 - 印西町立西の原小学校として開校する[1]。
- 1996年（平成8年）4月1日 - 印西市立西の原小学校と称する[1]。
- 2003年（平成15年）3月31日 - 印西市立草深小学校と統合する[1]。

## 学区
印西市西の原一丁目、西の原二丁目及び西の原三丁目の全部の区域並びに草深の一部の区域

## 進学
- 印西市立西の原中学校